# Red Eclesial Panamazónica
La Red Eclesial Panamazónica es una red donde participan un millar de organizaciones de la cuenca amazónica que trabajan "para crear un modelo de desarrollo que privilegie a los pobres y sirva al bien común".
En concreto, hay instancias locales, nacionales e internacionales, congregaciones, instituciones, equipos especializados y misioneros de Brasil, Venezuela, Guyana Francesa, Guyana Inglesa, Surinam, Colombia, Ecuador, Perú y Bolivia que se coordinan para trabajar conjuntamente para la protección de los derechos humanos, los pueblos indígenas y una aproximación distinta al territorio del Amazonas. Nació para ser un contrapunto a los estados que han priorizado el crecimiento económico por delante de las violaciones de los derechos humanos y el ataque a los pueblos indígenas.

## Historia
En la Conferencia de Aparecida de 2007 convocada por Juan Pablo II y concretada por Benedicto XVI los obispos alertaron de que la Amazonas estaba "sólo al servicio de los intereses económicos de las corporaciones transnacionales".
Después de su elección en 2013 el Papa Francisco se dirigió a los obispos de Brasil para pedirles que la iglesia debía asumir un nuevo rol en la región Panamazónica y les pidió coraje. Dijo que trabajar para la preservación de la naturaleza en esa región, especialmente de la más desfavorecida, está en el corazón del Evangelio. En la encíclica Laudato si' de 2015 Francisco insistía en que había que proteger la biodiversidad del planeta "en el Amazonas y el Congo, o los grandes acuíferos y glaciares" por su importancia "para toda la tierra y el futuro de la humanidad".
En la creación de la organización, en septiembre de 2014, el cardenal Cláudio Hummes dijo que la Iglesia debía tener "una cara amazónica", una misión que debía se debía "encarnar" e "inculturar" en la población indígena por su "particular realidad de la creación". En 2015 el cardenal Michael Czerny, que sería uno de los organizadores del Sínodo para la Amazonia, escribió que antes de REPAM había "limitaciones y fragmentaciones" y con la organización era posible "encargarse de una realidad tan compleja y cambiante". Desde ese momento, REPAM ha coordinado el trabajo de la Iglesia Católica en la región del Amazonas, el trabajo de los sacerdotes, misioneros, representantes de Caritas y ha trabajado por defender los pueblos indígenas y el medio ambiente.
Esta organización tuvo un papel fundamental en el Sínodo para la Amazonia convocado por el Papa Francisco en 2017 y que tuvo lugar del 5 al 29 de octubre de 2019 en Roma con el objetivo de "identificar nuevos caminos para la evangelización de esa porción del Pueblo de Dios, especialmente de los indígenas, a menudo olvidados y sin la perspectiva de un futuro sereno, también a causa de la crisis de la selva amazónica, pulmón de vital importancia para nuestro planeta". El presidente y relator general fue Cláudio Hummes y el vicepresidente Pedro Barreto. La organización valoró positivamente el Sínodo al considerar que se había "escuchado una voz de mujer, intercultural, y de entrega valiente por la vida hasta las últimas consecuencias".